# Albena
Albena (bułg. Албена) – miejscowość turystyczna w Bułgarii, oddalona ok. 32 km na północ od Warny, 14 km od Złotych Piasków i 12 km na południowy zachód od Bałcziku.
Nazwa miejscowości pochodzi od bohaterki sztuki Jordana Jowkowa – Ałbeny. Rozwój kurortu rozpoczął się w 1968 r: w styczniu 1968 Todor Żiwkow dokonał symbolicznego wbicia łopaty, zaś pierwsi turyści zagraniczni (z Polski i Czechosłowacji) pojawili się w kurorcie w 1969 roku. 
W 2002 r. w miejscowości zostały rozegrane międzynarodowe mistrzostwa akrobatyki powietrznej. We wrześniu 2011 r. odbyły się tu mistrzostwa Europy juniorów w szachach.
Kurort został odznaczony Błękitną Flagą za zlokalizowanie w ekologicznie czystym regionie.

## Atrakcje turystyczne
- rezerwat przyrody Bałtata (nazywany także Batowa Gora);
- sezonowa kolejka chu-chu;
- plaża o długości 5 km i szerokości od 30 do 100 m;
- ośrodek jazdy konnej;
- organizowany co roku rajd samochodowy (Rajd Bułgarii);
- festiwal piosenki dziecięcej.